# Franz Tost
Franz Tost (n. 20 ianuarie 1956, Trins⁠(d), Tirol, Austria) este un fost pilot de curse austriac și fostul director de echipă al echipei Scuderia AlphaTauri de Formula 1. 
După ce Red Bull GmbH a achiziționat echipa Minardi în 2005, Tost a fost instalat imediat în funcția de director principal al Scuderiei Toro Rosso, noul nume al echipei. A fost la conducerea echipei italiene în toată perioada existenței sale sub acest nume, între 2006 și 2019. În 2020, ea s-a redenumit în Scuderia AlphaTauri, iar Tost și-a păstrat poziția de director de echipă. Pe 26 aprilie 2023, s-a anunțat că Tost va renunța la rolul său la sfârșitul sezonului 2023. Tost a petrecut 18 ani cu echipa din Faenza.